# ناو شهید ابومهدی
| ناو کلاس شهید ابومهدی ایران ·                                                                 | ناو کلاس شهید ابومهدی ایران ·                           |
| --------------------------------------------------------------------------------------------- | ------------------------------------------------------- |
| نخستین فروند از شناورهای موشک انداز شهید ابومهندس با نام شهید ابومهندس با شماره بدنهٔ PC313–01 |                                                         |
| اطلاعات کلی                                                                                   |                                                         |
| نوع کشتی                                                                                      | کاتاماران موشک انداز                                    |
| کلاس                                                                                          | شهید ابومهدی                                            |
| کشور سازنده                                                                                   | ایران                                                   |
| ساخت کارخانه                                                                                  | صنایع کشتی سازی شهید محلاتی                             |
| مشخصات                                                                                        |                                                         |
| طول کشتی                                                                                      | ۴۷ متر                                                  |
| سرعت                                                                                          | ۶۵کیلومتر در ساعت                                       |
| برد عملیاتی                                                                                   | ۳۷۰۰ کیلومتر                                            |
| جنگ‌افزارها                                                                                    |                                                         |
| توپخانه                                                                                       | یک توپ ۳۰ م. م در سینهٔ ناو و ۴ توپ ۲۰ م. م در اطراف ناو |
| سیستم موشکی                                                                                   | ۶ موشک ضدکشتی قادر                                      |
| موشک دفاع هوایی                                                                               | ۸ تیر موشک پدافندی کوثر                                 |
| سرنوشت                                                                                        |                                                         |

ناو کلاس شهید ابومهدی نام کلاسی از ناوهای ایرانی است که توسط سپاه پاسداران و وزارت دفاع ایران تولید شده و هم‌اکنون در حال خدمت در خلیج فارس و تنگه هرمز می‌باشد.
نخستین ناو از این کلاس در ۱۶ دی ۱۴۰۲ با حضور سرلشکر حسین سلامی؛ فرمانده کل سپاه پاسداران و سرلشکر علیرضا تنگسیری؛ فرمانده نیروی دریایی سپاه پاسداران به ناوگان نیروی دریایی سپاه در خلیج فارس و تنگه هرمز الحاق شد.

## کشتی‌های این کلاس
| کشتی                     | شماره بدنه | بندر     | به آب اندازی | وضعیت |
| ناو شهید ابومهدی المهندس | PC313-01   | بندرعباس | ۲۰۲۴         | فعال  |
| ------------------------ | ---------- | -------- | ------------ | ----- |

## نامگذاری
نام این کلاس از ناوهای ایرانی بر اساس نام ابومهدی المهندس فرمانده بسیج مردمی عراق، یکی از همراهان قاسم سلیمانی و از نیروهای نزدیک به جمهوری اسلام ایران انتخاب شده است.